# Euristhmus nudiceps
Euristhmus nudiceps es una especie de peces de la familia Plotosidae en el orden de los Siluriformes.

## Morfología
• Los machos pueden llegar alcanzar los 33 cm de longitud total.

## Hábitat
Es un pez demersal y de clima tropical.

## Distribución geográfica
Se encuentra al noroeste de Australia, el Mar de Arafura, y el estuario del río Mekong.